# Liceu metróállomás
Liceu egyike a Spanyolországban található barcelonai metró metróállomásainak.

## Nevezetességek az állomás közelében
| Név                                      | Típus                                 | Koordináta                                               | Kép |
| ---------------------------------------- | ------------------------------------- | -------------------------------------------------------- | --- |
| Antigua Casa Figueras                    | kiskereskedelmi egység                | é. sz. 41,381528°, k. h. 2,172667°41.381528°N 2.172667°E |     |
| Basilica of Our Lady of the Pine Tree    | Catholic parish church kisbazilika    | é. sz. 41,382222°, k. h. 2,173889°41.382222°N 2.173889°E |     |
| Betlem Church                            | templom                               | é. sz. 41,383092°, k. h. 2,171248°41.383092°N 2.171248°E |     |
| Carrer de Ferran                         | utca                                  | é. sz. 41,381536°, k. h. 2,175686°41.381536°N 2.175686°E |     |
| Casa Bruno Cuadros                       | lakóépület                            | é. sz. 41,38142°, k. h. 2,17333°41.381420°N 2.173330°E   |     |
| Casa Doctor Genové                       | gyógyszertár épület                   | é. sz. 41,381423°, k. h. 2,172794°41.381423°N 2.172794°E |     |
| Casa Gralla                              | palota                                | é. sz. 41,383803°, k. h. 2,173606°41.383803°N 2.173606°E |     |
| Church of Saint Philip Neri              | templom kolostor                      | é. sz. 41,383558°, k. h. 2,174639°41.383558°N 2.174639°E |     |
| Cine Maldà                               | mozi                                  | é. sz. 41,383226°, k. h. 2,173901°41.383226°N 2.173901°E |     |
| Conjunt del carrer de la Junta de Comerç | urban ensemble utca                   | é. sz. 41,379757°, k. h. 2,171415°41.379757°N 2.171415°E |     |
| Convent del Redemptor                    | templom kolostor                      | é. sz. 41,381158°, k. h. 2,171690°41.381158°N 2.171690°E |     |
| Círcol Maldà                             | színházépület                         | é. sz. 41,382819°, k. h. 2,173886°41.382819°N 2.173886°E |     |
| Església de Sant Agustí de Barcelona     | templom                               | é. sz. 41,380484°, k. h. 2,171841°41.380484°N 2.171841°E |     |
| Fernando                                 | metróállomás föld alatti állomás      | é. sz. 41,38022°, k. h. 2,17411°41.380220°N 2.174110°E   |     |
| Fonda Espanya                            | szállodaépület                        | é. sz. 41,3799°, k. h. 2,1728°41.379900°N 2.172800°E     |     |
| Font de les Tres Gràcies                 | szökőkút                              | é. sz. 41,380095°, k. h. 2,175275°41.380095°N 2.175275°E |     |
| Gran Teatre del Liceu                    | operaház                              | é. sz. 41,380278°, k. h. 2,173611°41.380278°N 2.173611°E |     |
| Güell-palota                             | palota                                | é. sz. 41,37882°, k. h. 2,17439°41.378820°N 2.174390°E   |     |
| Herboristeria del Rei                    | gyógynövénybolt                       | é. sz. 41,38071°, k. h. 2,17507°41.380710°N 2.175070°E   |     |
| Hospital de Sant Sever                   | templom megszűnt kórház               | é. sz. 41,383555°, k. h. 2,174327°41.383555°N 2.174327°E |     |
| Hotel Orient                             | szállodaépület                        | é. sz. 41,379722°, k. h. 2,173914°41.379722°N 2.173914°E |     |
| La Boqueria                              | vásárcsarnok                          | é. sz. 41,381944°, k. h. 2,172111°41.381944°N 2.172111°E |     |
| La Rambla                                | utca urban ensemble                   | é. sz. 41,381389°, k. h. 2,173056°41.381389°N 2.173056°E |     |
| Mosaic del Pla de l'Os                   | mozaik                                | é. sz. 41,38120°, k. h. 2,17328°41.381200°N 2.173280°E   |     |
| Old Hospital de la Santa Creu, Barcelona | építmények együttese megszűnt kórház  | é. sz. 41,381111°, k. h. 2,170000°41.381111°N 2.170000°E |     |
| Palau Maldà                              | palota                                | é. sz. 41,38313°, k. h. 2,17372°41.383130°N 2.173720°E   |     |
| Palau Moja                               | palota                                | é. sz. 41,383307°, k. h. 2,171911°41.383307°N 2.171911°E |     |
| Parròquia de Sant Jaume                  | templom                               | é. sz. 41,381314°, k. h. 2,175500°41.381314°N 2.175500°E |     |
| Plaça de Sant Felip Neri                 | tér                                   | é. sz. 41,383358°, k. h. 2,174939°41.383358°N 2.174939°E |     |
| Plaça del Pi                             | tér                                   | é. sz. 41,38240°, k. h. 2,17369°41.382400°N 2.173690°E   |     |
| Royal Square                             | porticoed square építmények együttese | é. sz. 41,380°, k. h. 2,175°41.380000°N 2.175000°E       |     |
| Sala Peres                               | galéria                               | é. sz. 41,3826°, k. h. 2,1729°41.382600°N 2.172900°E     |     |
| Teatre Poliorama                         | színházépület mozi                    | é. sz. 41,382919°, k. h. 2,171917°41.382919°N 2.171917°E |     |
| Teatre Romea                             | színházépület                         | é. sz. 41,380556°, k. h. 2,171111°41.380556°N 2.171111°E |     |
| Virreina Palace                          | palota                                | é. sz. 41,38236°, k. h. 2,17159°41.382360°N 2.171590°E   |     |
| lampadaire de la place Royale            | világítótest utcai lámpa              | é. sz. 41,38016°, k. h. 2,17517°41.380160°N 2.175170°E   |     |
| zsinagóga                                | zsinagóga                             | é. sz. 41,38256°, k. h. 2,17579°41.382560°N 2.175790°E   |     |

## Metróvonalak
Az állomást az alábbi metróvonalak érintik:
- 3-as metróvonal

## Kapcsolódó állomások
Az állomáshoz az alábbi állomások vannak a legközelebb:
- Drassanes (Zona Universitària, 3-as metróvonal)
- Plaça de Catalunya állomás (Trinitat Nova, 3-as metróvonal)

## Képgaléria

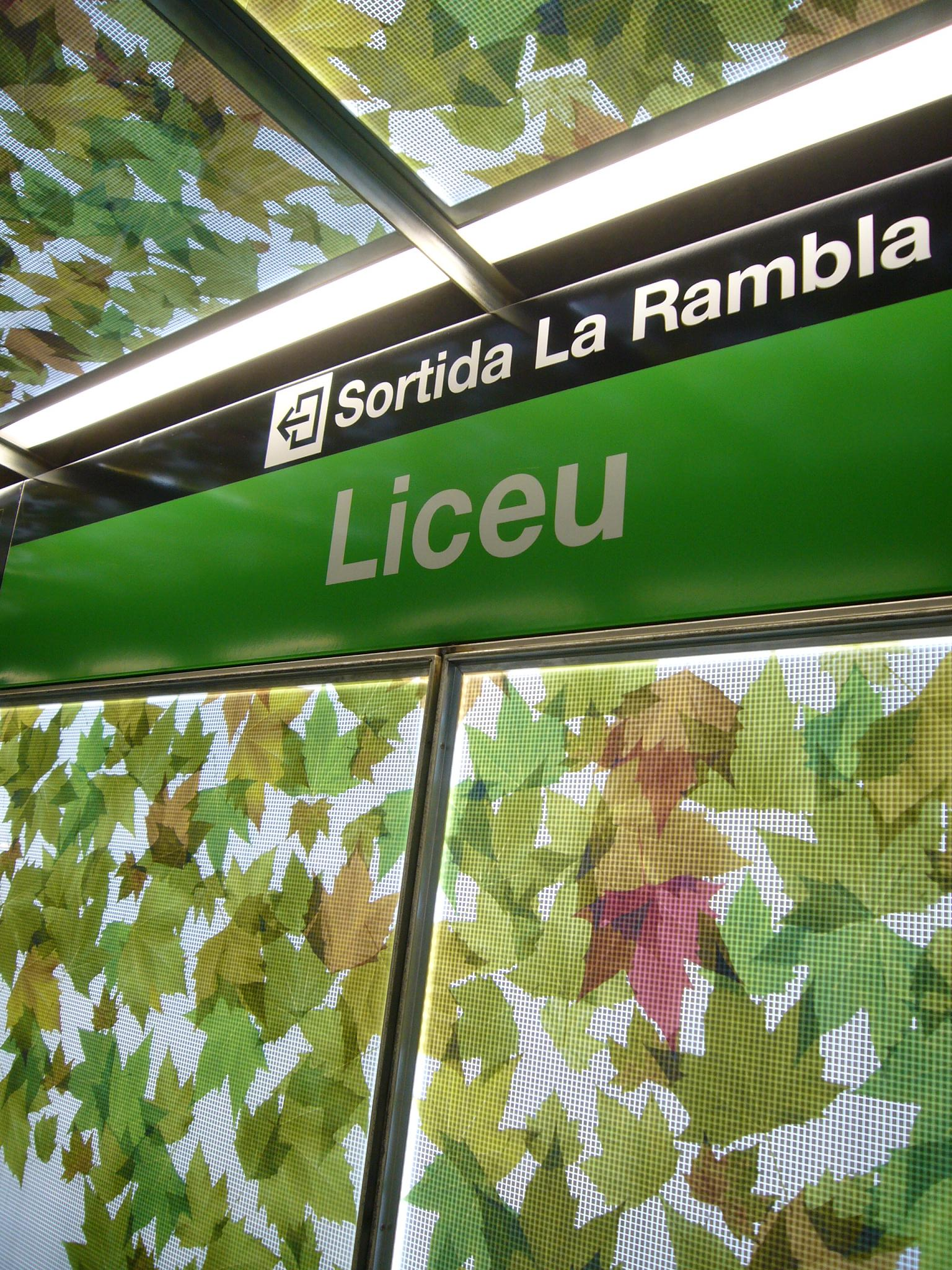
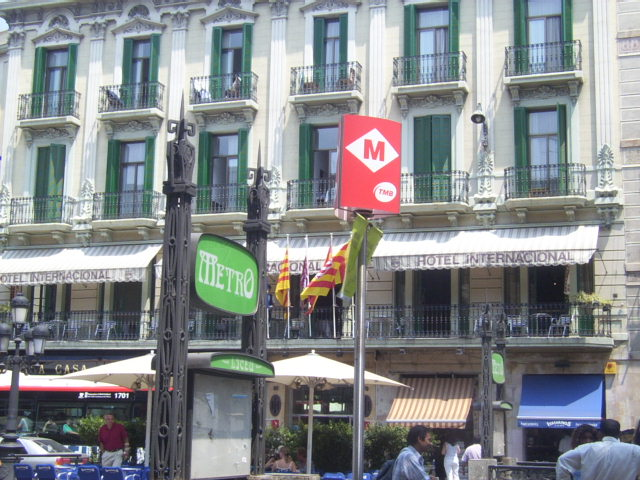
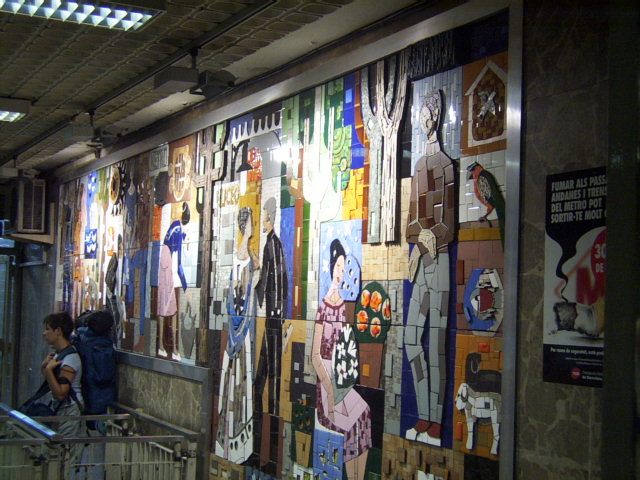